# Oberhagenried
Oberhagenried ist ein Gemeindeteil von Münsterhausen im schwäbischen Landkreis Günzburg in Bayern.

## Geographie
Der Weiler liegt etwa zwei Kilometer westlich von Münsterhausen, am westlichen Rand des Mindeltales und an der Kreisstraße GZ 25. 200 m östlich verläuft die Kleine Mindel.

## Geschichte
Am 1. Mai 1978 kam der Ortsteil Oberhagenried der aufgelösten Gemeinde Edelstetten im Zuge der Gemeindegebietsreform zur Gemeinde Münsterhausen.

## Baudenkmäler
Sehenswert ist die 1893 erbaute Hofkapelle.